# Moczyłki (przystanek kolejowy)
Moczyłki – nieistniejący przystanek osobowy w Moczyłkach w Polsce, w województwie zachodniopomorskim, w powiecie białogardzkim, w gminie Białogard.